# Fumio Ito

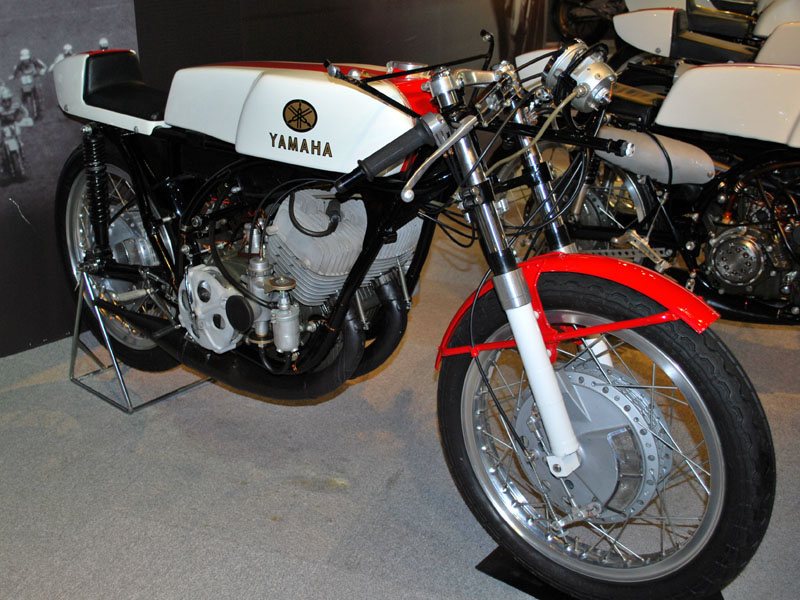
A motocicleta Yamaha RD56, a mesma utilizada por Fumio Ito.

Fumio Ito (10 de outubro de 1939 – 10 de março de 1991) é um ex-motociclista japonês.
Fumio Ito garantiu a primeira vitória da Yamaha em um GP, no Grande Prêmio da Bélgica de 1963, correndo com uma RD56 na classe 250cc.